# ゼタ
ゼタ（zetta, 記号: Z）は国際単位系 (SI) におけるSI接頭語の一つで、基礎となる単位の 1021（＝十垓）倍の量であることを示す。
1991年に定められたもので、イタリア語で「7」を意味する sette に由来する（ラテン語の septem、フランス語の sept という説もある）。「7」を意味する語を用いたのは、1021 = 10007 だからである。
ゼタが公表される前の数年間、1021 倍の接頭語としてヘパ (hepa) が非公式に導入されていたことがあった。ヘパはギリシャ語で 7 を意味する ἑπτά (hepta) に由来する。ヘパは正式なものではなく、現在では使用されていない。
また、2進接頭辞にゼタに基づいたゼビ（zebi, 記号: Zi）が用意されている。ゼビは 270 = 10247 倍を意味する。

## データ
2023年現在、世界のストレージ容量が11.7ゼタバイトに達するという調査報告がある。